# 登克特
登克特是德国下萨克森州的一个市镇。总面积18.22平方公里，总人口3023人，其中男性1466人，女性1557人（2011年12月31日），人口密度166人/平方公里。